# Acentrella lapponica
Acentrella lapponica is een haft uit de familie Baetidae. De wetenschappelijke naam van de soort is voor het eerst geldig gepubliceerd in 1912 door Bengtsson.
De soort komt voor in het Nearctisch gebied en het Palearctisch gebied.